# Coronophorales
Coronophorales é uma ordem de fungos da classe Sordariomycetes. Segundo uma estimativa de 2008, esta ordem abrange 4 famílias, 26 géneros, e 87 espécies.